# Xã Concord, Michigan
Xã Concord (tiếng Anh: Concord Township) là một xã thuộc quận Jackson, tiểu bang Michigan, Hoa Kỳ. Năm 2010, dân số của xã này là 2.723 người.